# Mya arenaria

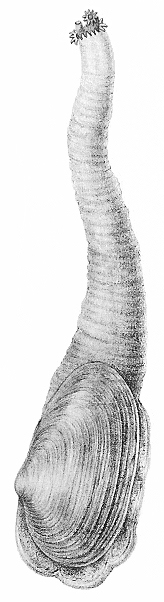
El gran sifón de la Mya arenaria permite su alimentación mientras permanece enterrada en la arena

La almeja de Nueva Inglaterra  (Mya arenaria) es una especie de almeja de la familia Myidae, orden Myoida.

## Características y modo de vida

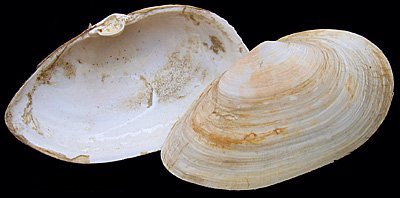
Mya arenaria

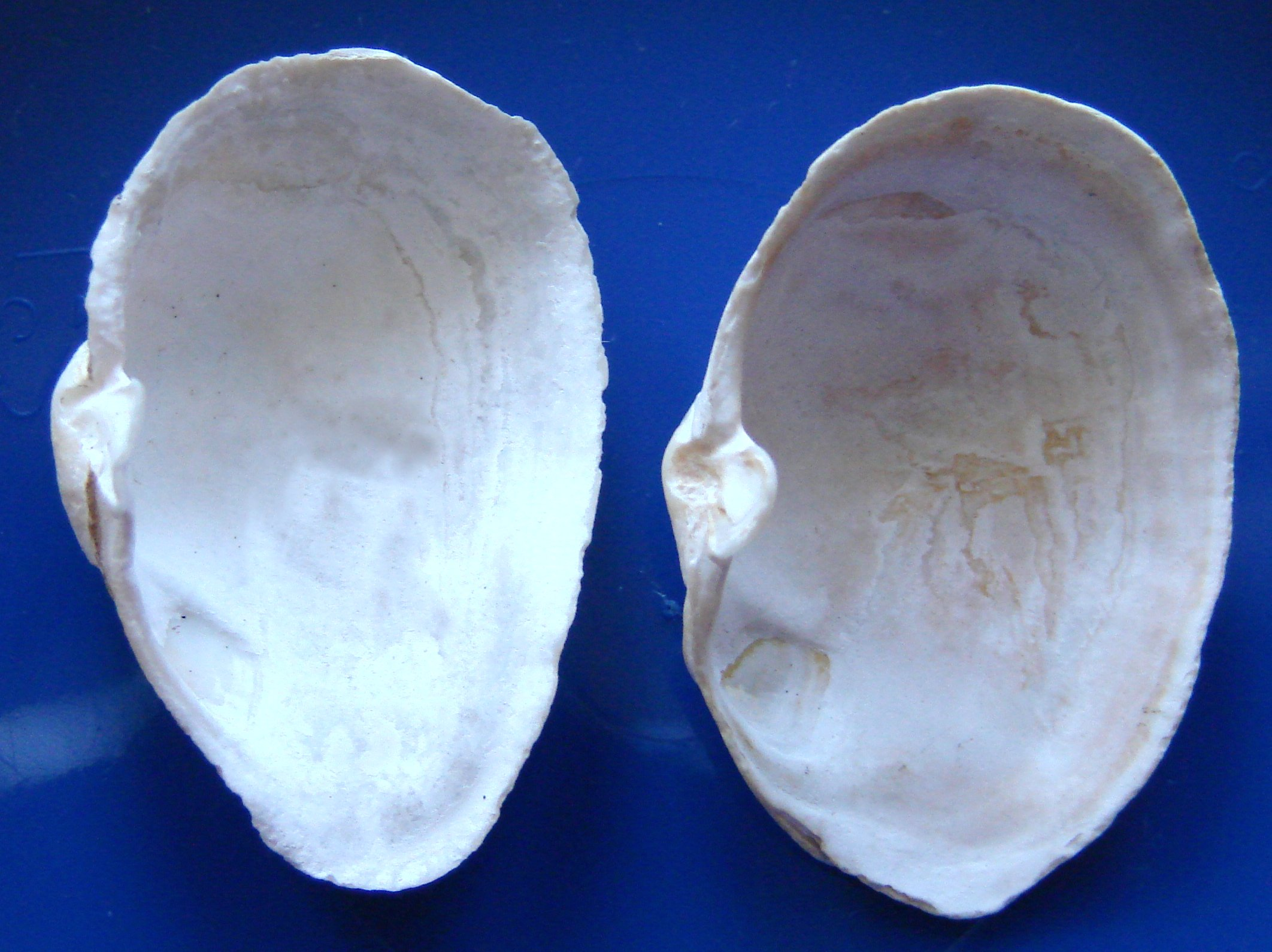
Mya arenaria

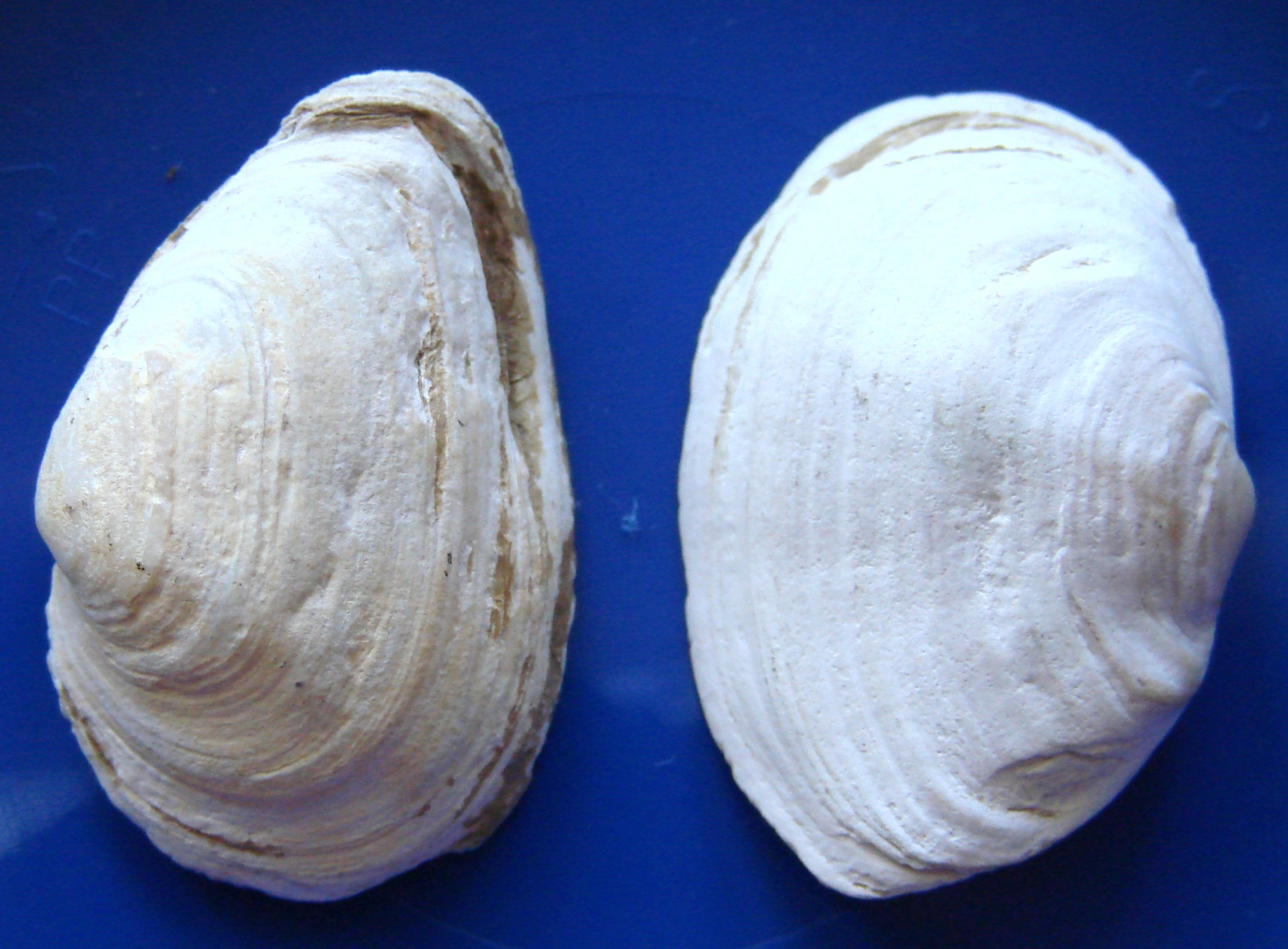
Mya arenaria ; La cutícula exterior desaparece rápidamente tras la muerte de la almeja dejando al descubierto las estrías de crecimiento.

La almeja de Nueva Inglaterra habita enterrada en el sedimento marino a unos 90 cm de profundidad, filtrando agua a través de un largo sifón.

Igual que otros moluscos bivalvos, como los mejillones y las ostras, este animal desintoxica su organismo almacenando en la concha una gran parte de los metales pesados que ha ido filtrando (especialmente el plomo).
Su concha de carbonato de calcio es más frágil que la de otras almejas, causa por la que se la conoce en inglés como "soft-shells".
Este molusco puede acumular muchos tóxicos, lo que la convierte en un medio interesante para evaluar la contaminación crónica de los sedimentos de la red trófica.  En su concha se conservan, incluso tras la muerte del animal, los rastros de contaminaciones en el tiempo.

## Nombres comunes
En América del Norte, se la conoce por diversos nombres: "steamers", "softshells", "longnecks" or "Ipswich clams"

## Hábitat
Se encuentra en los sedimentos arenosos del litoral expuesto a las mareas, en la costa este de los Estados Unidos y del Canadá, y también en algunos litorales del mar del Norte en Europa.

## Alimentación
Son omnívoras, se alimentan de peces pequeños y/o de plantas. También comen mysis, artemia, algas, gambas de la especie Crangon crangon y copépodos.
Valva derecha e izquierda del mismo animal:

Valva derecha
Valva izquierda

## Riesgo de toxicidad
Las autoridades norteamericanas advierten al consumidor de los riesgos de consumir este tipo de moluscos. 
Estas especies pueden acumular metales pesados y varias toxinas creadas por las bacterias y especies de plancton de las que se alimenta, especialmente en los estuarios que se hallan frecuentemente eutrofizados, distrofizados o que reciben la contaminación de los vertidos industriales.
Por esta causa, su consumo puede producir problemas digestivos como la diarrea, vómitos y urticaria.

## Notas y referencias

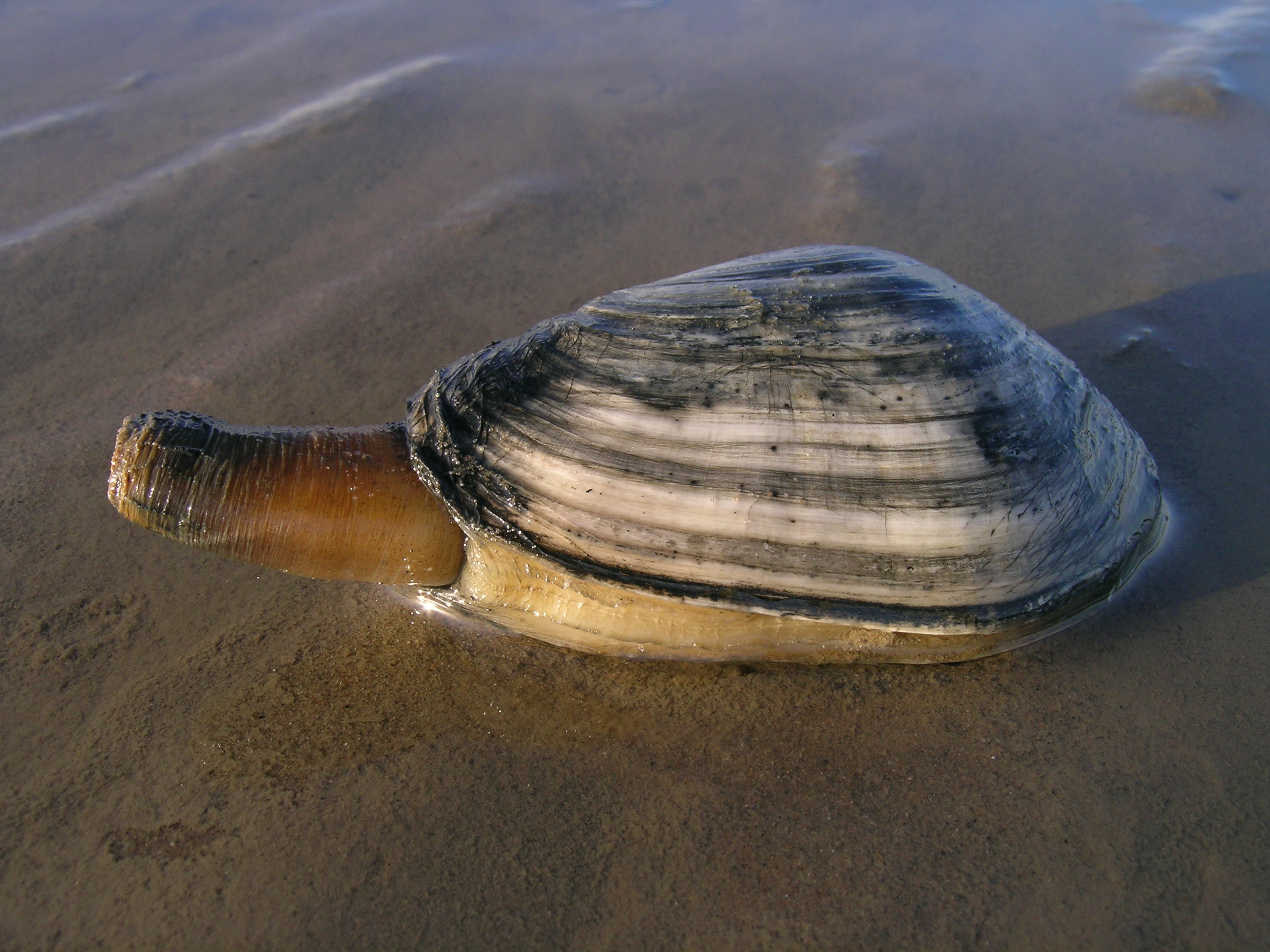